# Steven Suskin
Steven Suskin (né en 1953) est un critique de théâtre américain et historien du théâtre musical,.
Il est membre émérite du New York Drama Critics' Circle.